# Centcelles
Die archäologische Anlage von Centcelles ist der Rest eines bedeutenden Villenkomplexes nordnordwestlich von Tarragona, der römischen Provinzhauptstadt Tarraco in Katalonien. Centcelles ist bekannt durch den Kuppelbau, ein spätantikes Mausoleum mit prächtiger Ausstattung von erhaltenen Wand- und Deckenmosaiken. Aufgrund der Bedeutung der zu großen Teilen erhaltenen Anlage wurde sie im Jahr 2000 als Bestandteil des Archäologischen Ensembles von Tarraco zum UNESCO-Welterbe erklärt.

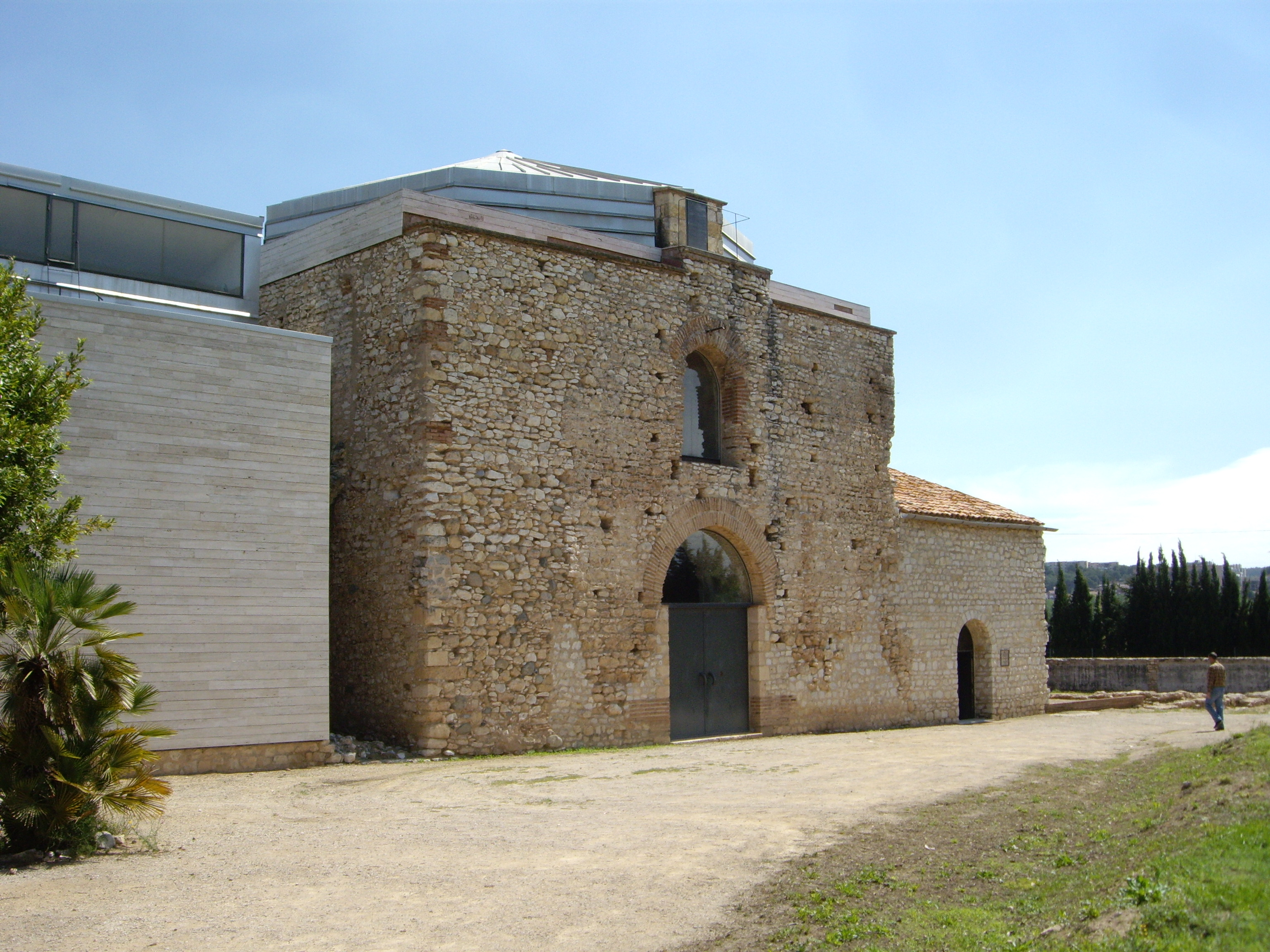
Außenansicht des Mausoleums

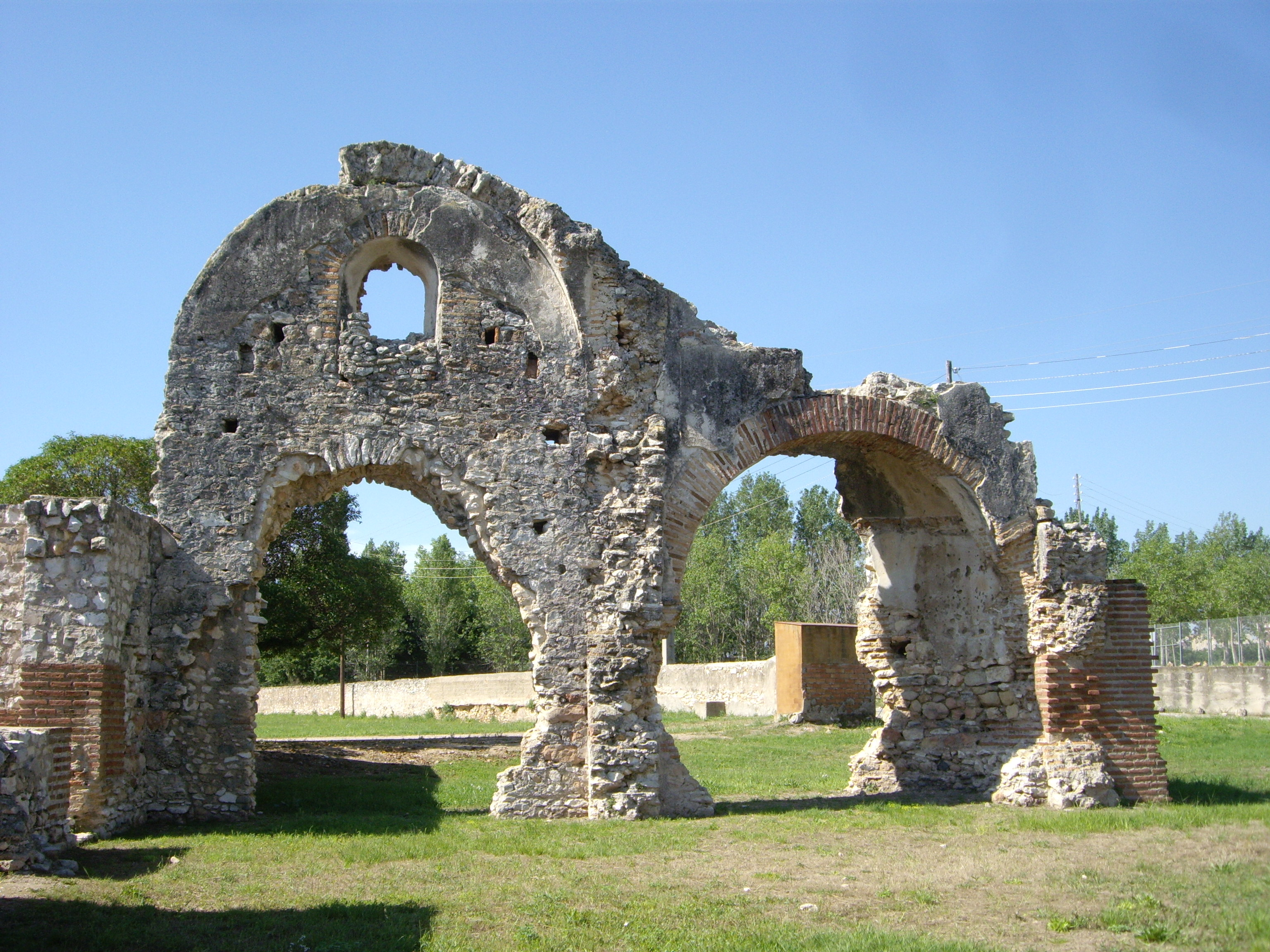
Reste des Thermengebäudes

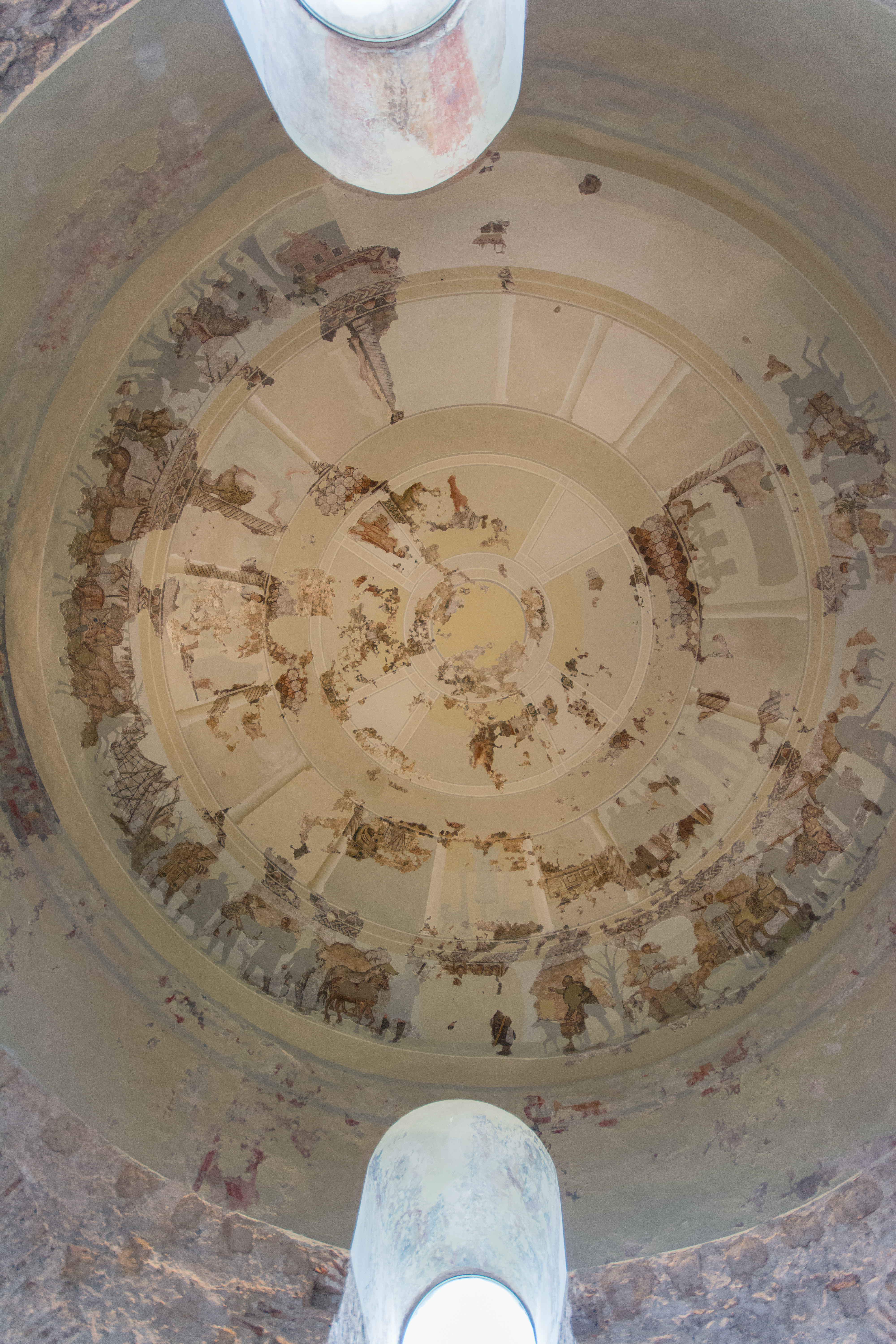
Gesamtansicht des Kuppelmosaiks

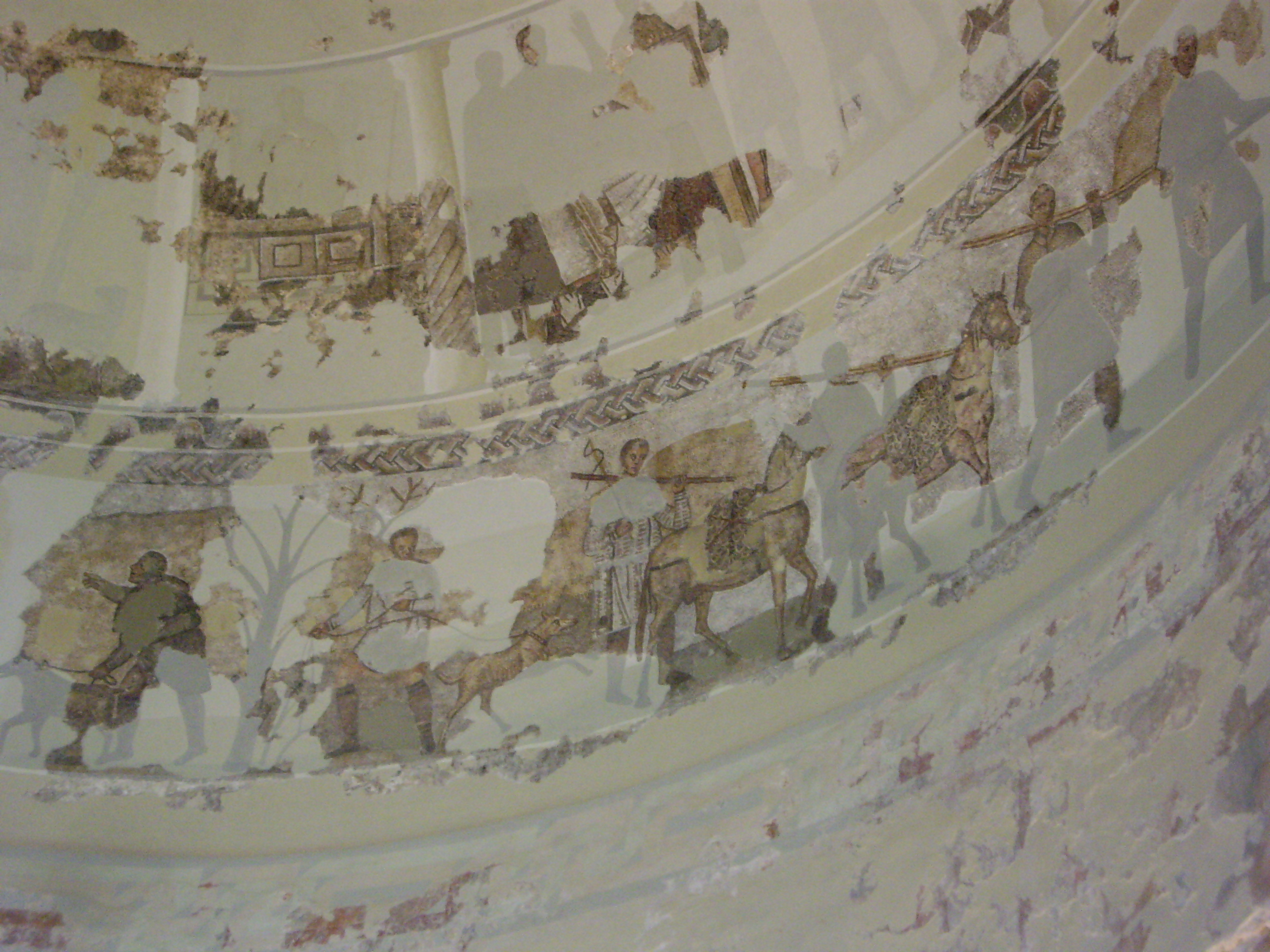
Detail, unten Wandmalerei, darüber Jagdszene (A) und biblische Szene (B)

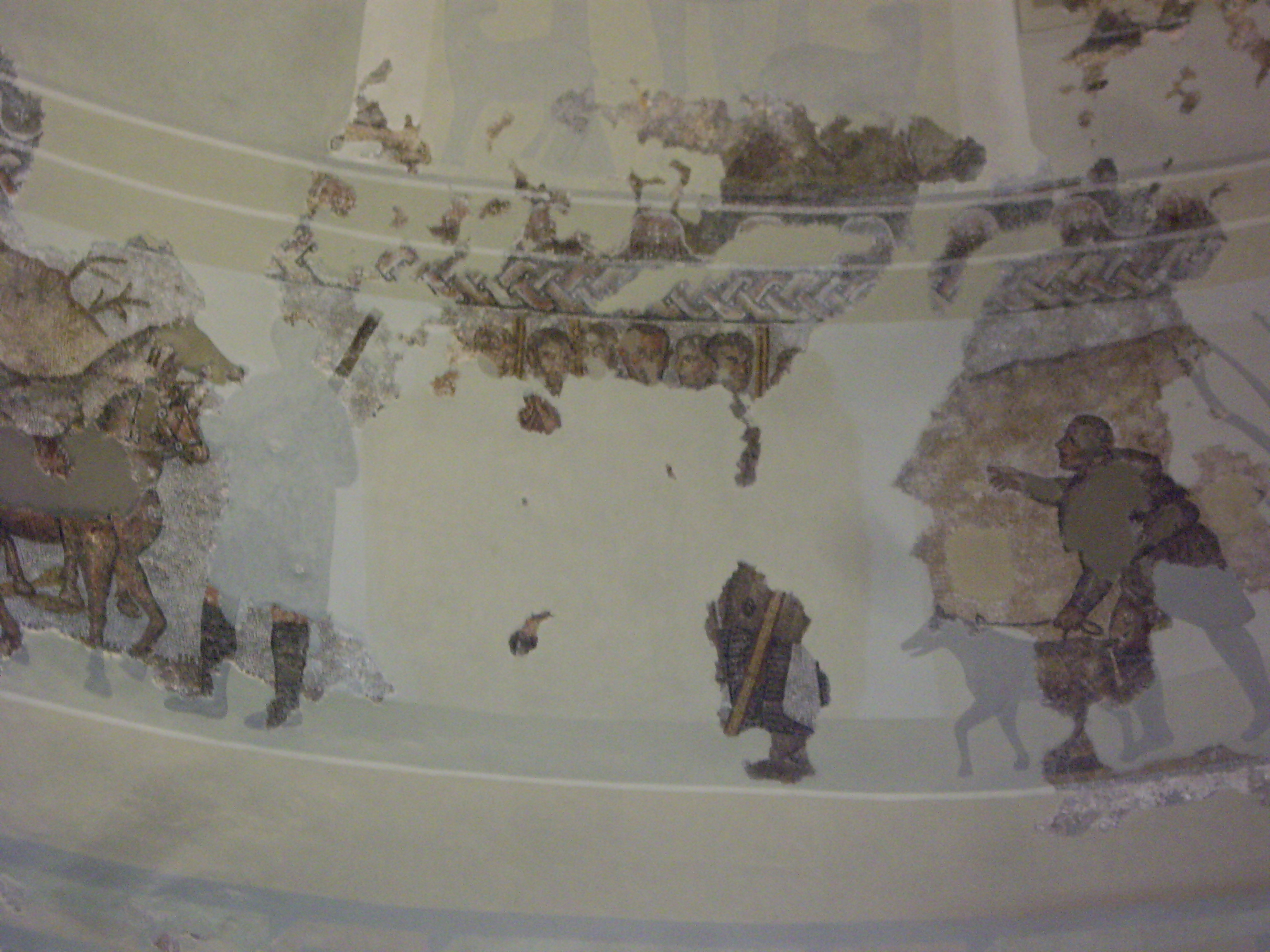
Menschengruppe der Jagdszene

## Lage
Centcelles liegt zwischen dem Fluss Francolí und der Ortschaft Constantí an der römischen Straße, die von Tarraco ins Landesinnere der Provinz Hispania Tarraconensis führte und die Provinzhauptstadt mit Ilerda verband. Die Entfernung zum heutigen Stadtzentrum beträgt etwa fünf Kilometer.

## Geschichte der Anlage
Nachweisbar sind fünf Bauphasen. Sie wurde seit 1956 vom Deutschen Archäologischen Institut, Abteilung Madrid untersucht und restauriert. Am wenigsten bekannt ist die republikanische Phase des Gebäudes (2.–1. Jahrhundert v. Chr.). Im 1. oder 2. Jahrhundert n. Chr. wurde ein großer landwirtschaftlicher Betrieb gebaut, der einen Wohnbereich sowie eine Stellfläche für dolia beinhaltete.
Nach dem Anbau eines weiteren landwirtschaftlichen Gebäudes im 3. Jahrhundert wurde die Anlage im 4. Jahrhundert umfassend umstrukturiert. Sie erhielt nun eine Ost-West-Ausrichtung, welche die alten Strukturen zum Teil überlagerte. Darin war ein Thermalbereich sowie zwei Kuppelsäle enthalten. Anscheinend wurde das Projekt schon vor seiner Vollendung modifiziert. Einer der beiden Kuppelsäle (Durchmesser 10,70 m; Höhe 13,60 m) wurde durch den Einbau einer Krypta zu einem Mausoleum umgewandelt. Der Thermalbereich blieb unvollendet und wurde später durch einen kleineren Anbau funktional ersetzt. Dieser östlich gelegene, achteckige Kuppelsaal ist erhalten. Außen ist die Kuppel durch ein modernes Dach geschützt.
Bei dem Mausoleum handelt es sich aufgrund seines großen Kuppelmosaikes und der frühchristlichen Wandbemalungen um eines der bedeutendsten Denkmäler seiner Zeit in ganz Spanien. Es wird gedeutet als politisches Monument, das in Anlehnung an das Grabmal des Constans, Sohn Kaiser Konstantins des Großen, der im Jahre 350 vielleicht sogar in der Nähe ermordet wurde, gestaltet worden war.
Durch Zufall wurde das Gebäude 1877 bei der Freilegung der Mosaiken und Wandmalereien als römisch erkannt. Seit 1931 steht es unter Denkmalschutz und wird heute vom Museu Nacional Arqueològic de Tarragona betreut.

## Dekoration der Kuppel

### Wandmalereien
Von den Wandmalereien sind nur geringe Reste erhalten, darunter eine Jagdszene, ein Frauenportrait sowie ein Fragment mit Häusern, möglicherweise eine städtische Landschaft.

### Mosaik
Das Mosaik teilt sich in vier konzentrische Streifen, die durch geometrische Motive getrennt werden. In der äußersten Zone (A) ist eine Jagdszene eines frühkaiserzeitlichen Großgrundbesitzers dargestellt. Zone B zeigt sechzehn Szenen aus dem Alten und Neuen Testament, darunter als zentrale Szene den guten Hirten. Zone C zeigt acht Szenen mit Personen, darunter vier sehr ausführliche mit Thronszenen. Einige der thronenden Figuren tragen Gold- und Purpurschmuck, welcher dem Kaiser vorbehalten war. Der Zenit der Kuppel (D) wird durch Spiralen und einen Schmucksaum vor einem goldenen Hintergrund hervorgehoben. Erhalten haben sich einige Köpfe und Fragmente einer grünen Tunika.